# Ядрено командване (Индия)
Ядреното командване е институцията, отговаряща за всички действия, свързани с ядрения арсенал на Индия. Командването ѝ е в ръцете на министър-председателя на страната, който може да издаде разрешение за атомно нападение, ако е необходимо.

## Оръжия
Индия разполага с достатъчно средства както за ответен ядрен удар, така и за превантивен удар. Основните оръжия са ракетите „Агни II“ и „Агни III“, както и „Притви“. Военновъздушните сили също имат самолети, способни да хвърлят ядрени амуниции, например „МиГ-27“.

## Степени на ядрена тревога в индийската отбрана
| Символ | Кодово название            | Степен на тревога | Описание |
|        | FADE OUT или PEACETIME OPS | 5 степен          | Ядрата на атомните оръжия се съхраняват в добре охранявани складове с тайно местоположение. Военновъздушните сили и ракетните войски упражняват въздушни и ракетни удари с учебни бойни глави.                                                                                         |
|        | DOUBLE TAKE                | 4 степен          | Някои ядрени бойни глави биват заредени и се съставят планове за атаки, в случай че армията е под засилена тревога. |
|        | ROUND HOUSE                | 3 степен          | В случай че нивото на заплаха се покачи, бойните глави се монтират на ракетите. Подготвят се планове за ядрени удари, а ракетните войски остават в готовност. |
|        | FAST PACE                  | 2 степен          | Вземат се мерки за подготвяне към най-високата степен на ядрена тревога. Ракетите се подготвят за изстрелване. |
|        | COCKED PISTOL              | 1 степен          | Това е най-високата степен на тревога. Преглеждат се отново плановете за ядрен удар, а изстрелването на ракетите е неизбежно. Военните чакат засекретения код, който трябва да бъде изпратен от министър-председателя. Очаква се и неговата заповед за изстрелване на ядрените ракети. |